# Hypocolpus guinotae
Hypocolpus guinotae is een krabbensoort uit de familie van de Xanthidae. De wetenschappelijke naam van de soort is voor het eerst geldig gepubliceerd in 1982 door Vannini.